# Kaientai

Drapeau de la Kaientai.

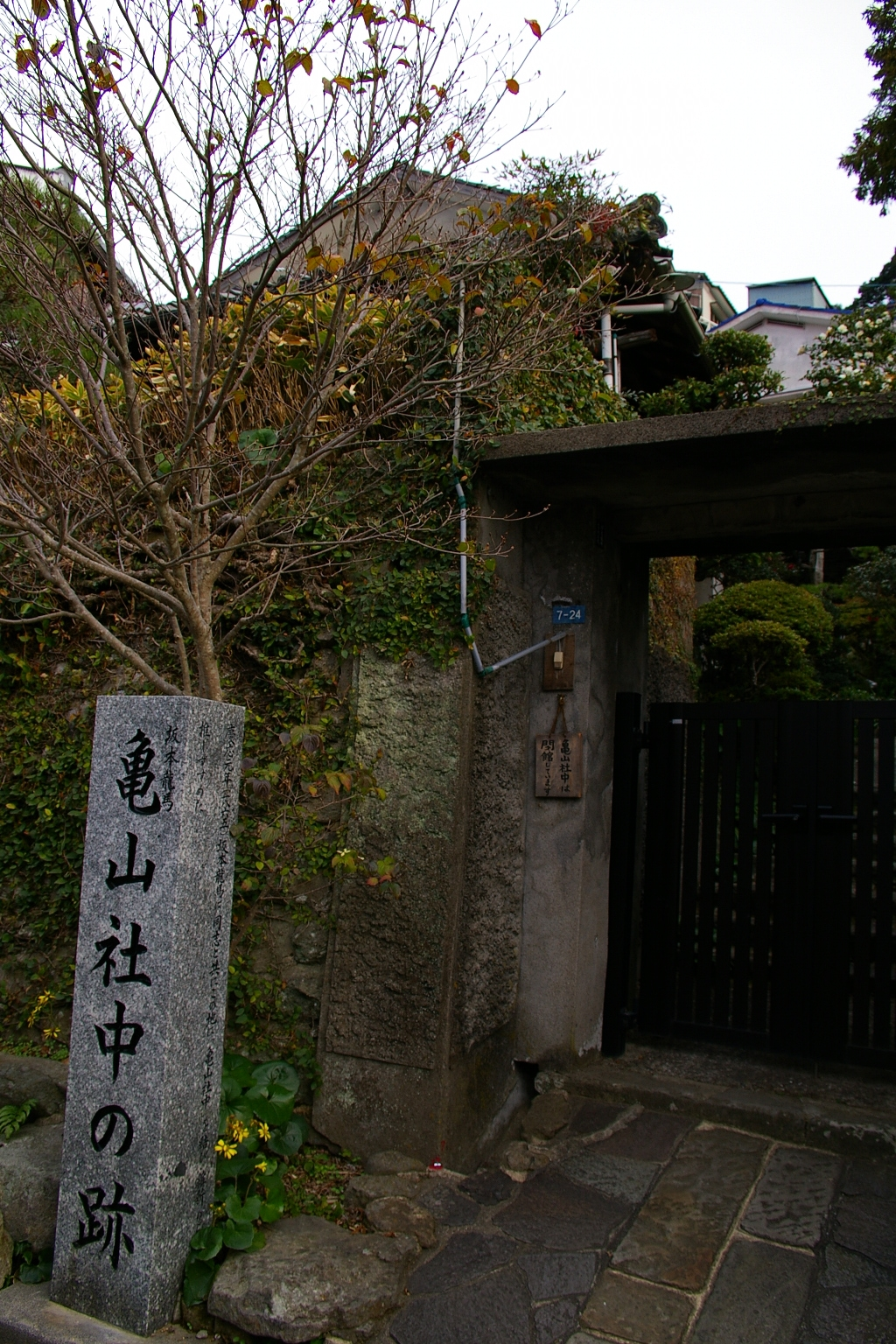
Musée mémorial Kameyama Shachū.

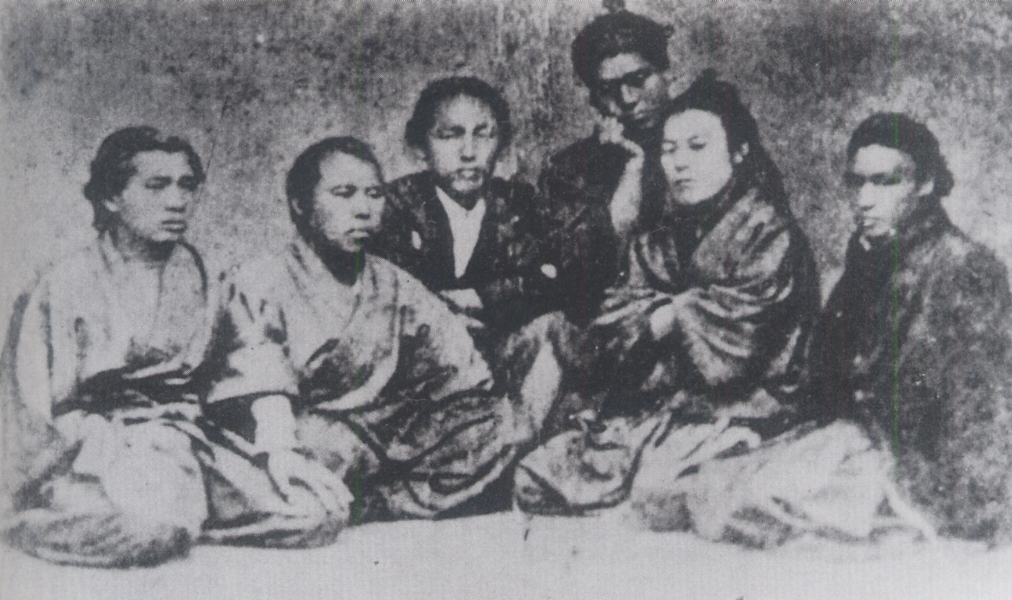
Membres de la Kaientai, vers janvier 1867. De gauche à droite : Nagaoka Kenkichi, Mizobuchi Hironojō, Sakamoto Ryōma, Yamamoto Kōdō, Sugano Kakubei et Shiramine Shunme.

La Kaientai (海援隊, Kaientai, lit. « groupe de soutien maritime ») était une entreprise japonaise de négoce et de transport maritime doublée d'une marine privée, considérée comme la première société moderne du Japon. Originellement nommée Kameyama Shachū (亀山社中, « Compagnie Kameyama »), elle est fondée par Sakamoto Ryōma à Nagasaki en 1865 durant l'époque du Bakumatsu (1853-1868) – une période de transition pendant laquelle le Japon abandonne ses positions isolationnistes et se rue vers la modernité pour ne pas devenir une colonie européenne. Elle était financée par le domaine de Satsuma et d'autres groupes.

## Membres de laKaientai

### Nés dans le domaine de Tosa
- Sakamoto Ryōma – officier commandant de la Kaientai
- Sawamura Sōnojho
- Sasaki Takayuki – second officier commandant de la Kaientai après la mort de Ryōma
- Nagaoka Ken'ichi
- Ishida Eikichi
- Sakamoto Nao – fils adoptif de Ryōma
- Sugano Kakubei
- Jingū Umanosuke
- Nomura Koreaki

### Né dans la province d'Echizen
- Seki Yoshiomi
- Watanabe Gōhachi
- Odani Kōzō

### Né dans le domaine de Kishū
- Mutsu Munemitsu